# Julie Payette

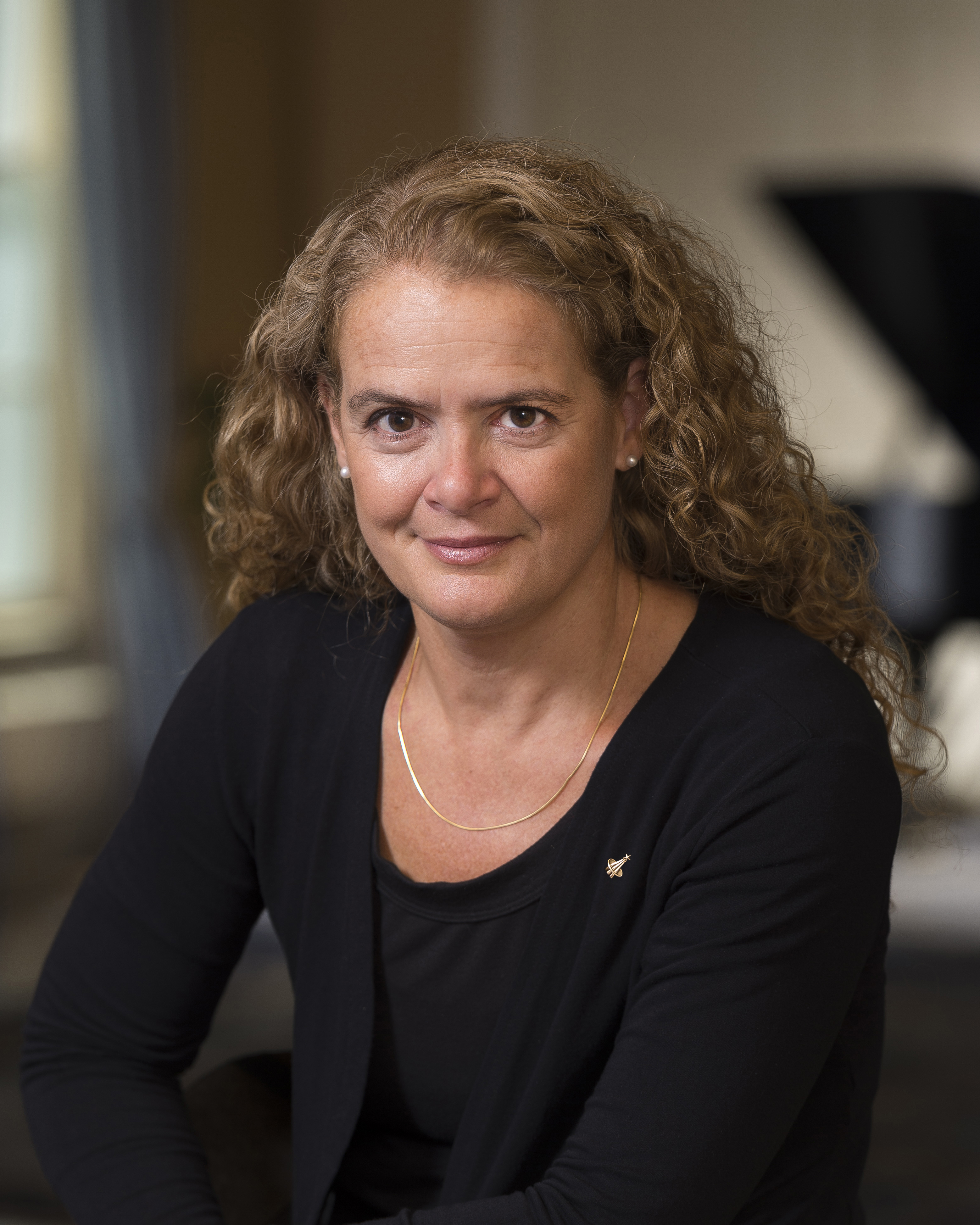
Julie Payette – gubernator generalny Kanady, 2017

Julie Payette (ur. 20 października 1963 w Montrealu) – kanadyjska astronautka, inżynier. 13 lipca 2017 zatwierdzona jako 29. gubernator generalny Kanady, urząd objęła 2 października tego samego roku. 21 stycznia 2021 roku, w związku z oskarżeniami o niewłaściwe traktowanie pracowników, złożyła dymisję ze stanowiska gubernatora generalnego.

## Zarys biografii

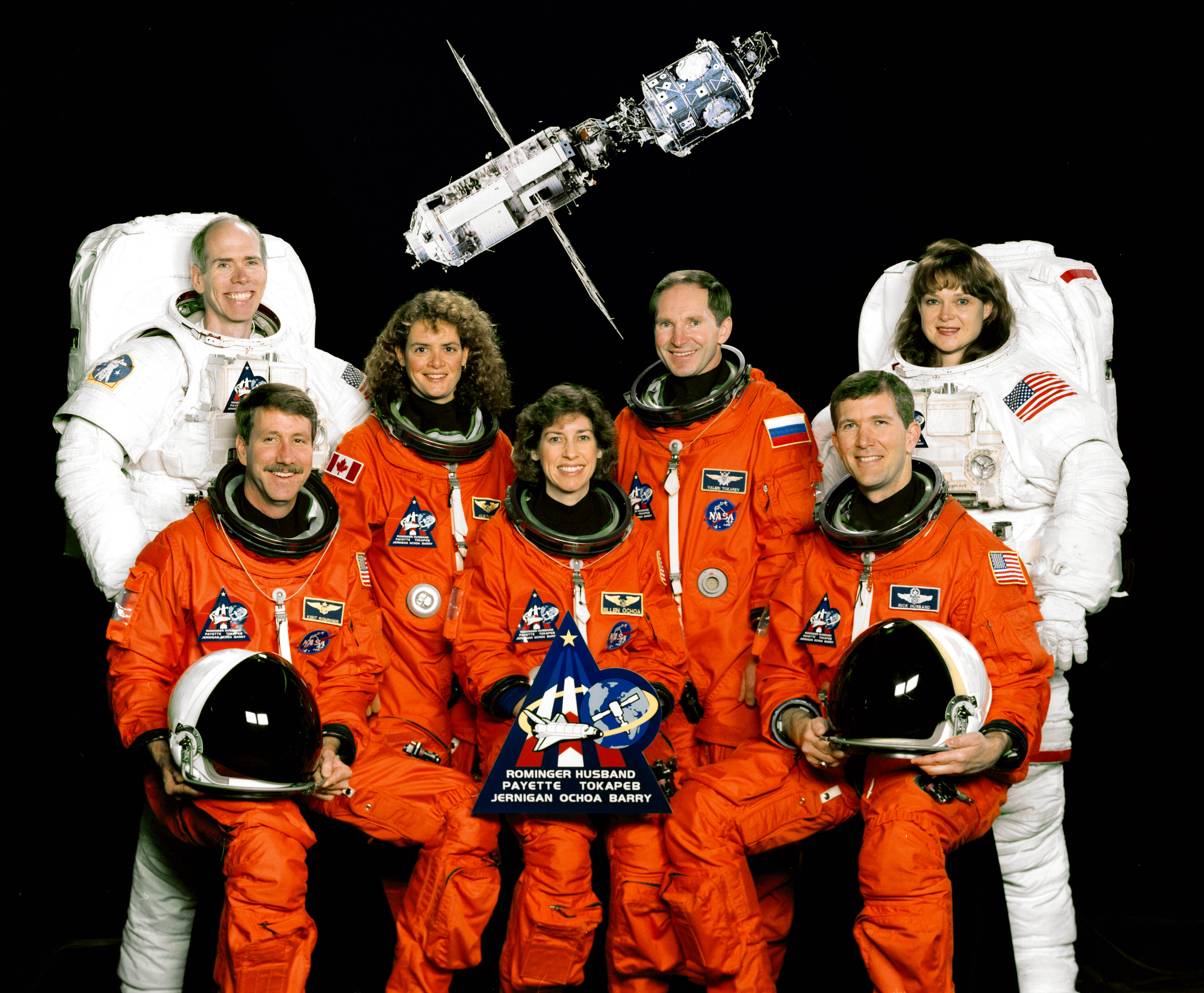
Jedna z misji NASA z Rosjanami

W czerwcu 1992 została z trójką innych osób wybrana przez Kanadyjską Agencję Kosmiczną do narodowego korpusu astronautów (grupa CSA 2). Od sierpnia 1996 do kwietnia 1998 wspólnie z astronautami z 16. naboru NASA przeszła przeszkolenie jako specjalista misji, po którym została w grupie astronautów NASA. W 1999 podczas misji STS-96 została pierwszym astronautą z Kanady, który przebywał na pokładzie Międzynarodowej Stacji Kosmicznej (ISS) – jej głównym zadaniem była obsługa ramienia robotycznego Canadarm. W styczniu 2008 przydzielono ją do załogi wahadłowca Endeavour. W kosmos po raz drugi poleciała 15 lipca 2009 (lot STS-127). Także podczas tej wyprawy pełniła funkcję specjalisty.
W 2013 opuściła Kanadyjską Agencję Kosmiczną i podjęła pracę w zarządzie Montreal Science Centre oraz jako wiceprezes Canada Lands Company. W 2014 weszła w skład rady dyrektorów komercyjnego Narodowego Banku Kanady.
W lipcu 2017 roku Premier Kanady Justin Trudeau zaproponował królowej Elżbiecie II kandydaturę Payette na stanowisko gubernatora generalnego Kanady. Królowa zatwierdziła tę kandydaturę. Payette objęła urząd 2 października 2017 roku. Zastąpiła ona na tym stanowisku Davida Johnstona.
Stowarzyszenie Uczestników Lotów Kosmicznych (Association of Space Explorers) przyznało jej Universal Astronaut Insignia za lot orbitalny (nr 387).

## Wykaz lotów
| Loty kosmiczne, w których uczestniczyła Julie Payette                   | Loty kosmiczne, w których uczestniczyła Julie Payette | Loty kosmiczne, w których uczestniczyła Julie Payette | Loty kosmiczne, w których uczestniczyła Julie Payette | Loty kosmiczne, w których uczestniczyła Julie Payette | Loty kosmiczne, w których uczestniczyła Julie Payette | Loty kosmiczne, w których uczestniczyła Julie Payette |
| Nr                                                                      | Data startu                                           | Data lądowania                                        | Statek kosmiczny                                      | Funkcja                                               | Czas trwania                                          |                                                       |
| ----------------------------------------------------------------------- | ----------------------------------------------------- | ----------------------------------------------------- | ----------------------------------------------------- | ----------------------------------------------------- | ----------------------------------------------------- | ----------------------------------------------------- |
| 1                                                                       | 27 maja 1999                                          | 6 czerwca 1999                                        | STS-96 (ISS 2A.1) Discovery F-26                      | Specjalista misji                                     | 9 dni 19 godzin 13 minut i 1 sekunda                  |                                                       |
| 2                                                                       | 15 lipca 2009                                         | 31 lipca 2009                                         | STS-127 Endeavour F-23                                | Specjalista misji                                     | 15 dni 16 godzin 44 minuty i 58 sekund                |                                                       |
| Łączny czas spędzony w kosmosie – 25 dni 11 godzin 57 minut i 59 sekund |                                                       |                                                       |                                                       |                                                       |                                                       |                                                       |